# Toxicodendron calcicolum
Toxicodendron calcicolum là một loài thực vật thuộc họ Anacardiaceae. Đây là loài đặc hữu của Trung Quốc.